# ويليام ماثر لويس
ويليام ماثر لويس (بالإنجليزية: William Mather Lewis)‏ هو كاتب أمريكي، ولد في 24 مارس 1878 في هويل في الولايات المتحدة، وتوفي في 11 نوفمبر 1945 في كوليبروك في الولايات المتحدة بسبب نوبة قلبية.